# 야와타하마역
야와타하마역(일본어: 八幡浜駅 야와타하마에키[*])은 일본 에히메현 야와타하마시에 있는 시코쿠 여객철도 요산선의 역이다. 역 번호는 U18이며, 단선 · 섬식의 형태를 합친 복합 구조의 철도 역사이다.

## 타는 곳
| 1 | ■ 요산 선 | (상행) | 이요오즈 · 마쓰야마 · 다카마쓰 · 오카야마 방면 | (특급을 포함)   |
| 2 | ■ 요산 선 | (하행) | 우노마치 · 우와지마 방면                       | (특급을 포함)   |
| 3 | ■ 요산 선 | (상행) | 이요오즈 · 마쓰야마 방면                       | (일부의 보통만) |
| 3 | ■ 요산 선 | (하행) | 우노마치 · 우와지마 방면                       | (일부의 보통만) |

## 이용 현황
| 연도     | 하루 평균 승차 인원 |
| 2006년도 | 1,203명             |
| -------- | ------------------- |

## 역 주변
- 야와타하마 항 페리 승강장
- 야와타하마 우체국

## 인접 정차역
| 시코쿠 여객철도 요산선    | 시코쿠 여객철도 요산선 | 시코쿠 여객철도 요산선      |
| ------------------------- | ---------------------- | --------------------------- |
| U 17 센조 무카이바라 방면 | 요산 선                | 후타이와 U 19 우와지마 방면 |